# يوسف كندي (شاهين دج)
يوسف‌ كندي هي قرية في مقاطعة شاهين دج، إيران. عدد سكان هذه القرية هو 381 في سنة 2006.